# Китятки турецькі
{{#ifeq:0|0|{{#if:Polygala anatolica|{{#if:|[[]}}|[[]]}}}}
Китятки турецькі, китятки анатолійські (Polygala anatolica) — вид квіткових рослин з родини китяткових (Polygalaceae).

## Морфологічна характеристика
Багаторічна рослина 15–40 см. Відрізняється від P. major менш сильним ростом, розміром внутрішніх чашолистків 7–10 × 3–5 мм, а коробочка поступово звужується в ніжку, коротшу за коробочку. Квітки блідо-пурпурно-рожеві, білуваті чи рідше блакитні. Крила довгасто-еліптичні. Віночок до 12–13 мм завдовжки, трохи довший за крила. 

## Поширення
Росте на південному сході Європі й на заході Азії.
В Україні росте на схилах, у світлих лісах, серед чагарників — у всьому Криму, але переважно у гірських районах.